# 209.ª Brigada Mixta (Ejército Popular de la República)
La 209.ª Brigada Mixta fue una unidad del Ejército Popular de la República creada durante la Guerra Civil Española. A lo largo de la contienda llegó a operar en los frentes de Teruel, Levante y Extremadura, teniendo un papel relevante.

## Historial
La brigada fue formada a comienzos de agosto de 1937 en Alcalá de Henares, a partir de efectivos de la 46.ª División de «El Campesino» —unidad a la que fue asignada—. La jefatura de la 209.ª Brigada Mixta fue entregada al mayor de milicias Severiano Aparicio Gaya, mientras que José del Campo Cayol, del PCE, fue nombrado comisario político.
El 21 de enero de 1938 la unidad salió de sus cuarteles en Alcalá de Henares, junto al resto de la 46.ª División, para dirigirse al frente de Teruel, una vez allí, sus hombres cubrieron la línea defensiva establecida en Villastar. A finales de enero se encontraba defendiendo La Muela de Teruel. Tras el final de la batalla de Teruel la 209.ª BM regresó a Alcalá de Henares. Sin embargo, unas semanas después los franquizas lanzaron una potente ofensiva en el Frente de Aragón, y la unidad fue llamada nuevamente.
El 13 de marzo partió hacia la zona de Vinaroz, donde reforzó a las fuerzas del XXII Cuerpo de Ejército; unos días después, el 17 de marzo, lanzó diversos contraataques contra las cabezas de puente enemigas sobre el río Guadalope. Los contraataques no tuvieron éxito, y el 19 de marzo hubo de retirarse hacia La Codoñera. La llegada al mar de los Ejércitos franquistas y la consiguiente división en dos del territorio republicano dejaron a la brigada separada de la 46.ª División.
El 13 de abril fue enviada al frente de Castellón. Hacia el 10 de junio la 209.ª BM se encontraba situada en el sector central de Castellón de la Plana, pero ante la presión enemiga y el riesgo de quedar cercada en la sierra de Borriol, dos días más tarde se retiró. El 4 de julio fue integrada dentro del Cuerpo de Ejército «A», replegándose hacia posiciones defensivas de la línea XYZ. La ofensiva franquista en Levante se agotó tras el inicio de la Batalla del Ebro. Unas semanas después, en agosto, la brigada fue integrada en la 6.ª División del XX Cuerpo de Ejército, y fue enviada al frente de Extremadura bajo el mando del comandante de infantería Hernando Liñán Castaño.
Poco después de su llegada a Extremadura la 209.ª Brigada Mixta se enfrentó a las fuerzas franquistas en el saliente de Cabeza del Buey, infligiendo a la 21.ª División franquista una serie derrota. La brigada quedó entonces en línea y aunque entre 11 y 15 de octubre intentó atacar otra vez Cabeza del Buey, esta vez el ataque se saldó con un fracaso. La unidad permaneció en el frente de Extremadura hasta el final de la contienda, en marzo de 1939.

## Mandos
Comandantes
- Mayor de milicias Severiano Aparicio Gaya;[6]
- Comandante de infantería Hernando Liñán Castaño;

Comisarios
- José del Campo Cayol, del PCE;[7]
- Domingo Vélez, del PCE.